# 카잔 연방 대학교
카잔 연방 대학교(러시아어: Казанский (Приволжский) федеральный университет 카잔스키 (프리볼즈스키) 페데랄니 우니비르시테트[*], 영어: Kazan (Volga region) Federal University)는 러시아 타타르스탄공화국 카잔에 있는 연방대학교이며 러시아에서 두 번째로 오래된 대학교이다. 1804년 러시아 황제의 명령으로 카잔 제국 대학교라는 이름으로 창설되었고 2월 혁명 이후 제정이 무너지고 소비에트 연방이 들어선 후 블라디미르 레닌의 이름을 따서 울리야노프 레닌 카잔 국립 대학교로 변경되었다. 그리고 소비에트 연방 해체 후 2012년 4월 2일 신생 러시아의 교육 정책의 변화에 따라 카잔 국립 대학교, 타타르 인문 사범 대학교, 카잔 국립 경제 대학교, 옐라부가 국립 사범 대학과 통합하면서 카잔 연방 대학교로 개명하였다.
카잔 연방 대학교는 러시아의 유기화학의 발상지로 알려져 있다. 2014년에 실시되었던 러시아 국내 대학 평가 순위에서 11위를 차지하였다.
카잔연방대학교는 상트페테르부르크대학교와 더불어 러시아 튀르크학을 대표하는 대학교이자 연구 기관이다.

## 주요 학문[1]
튀르크학 (러시아어: Тюркология, 영어: Turkology)
카잔연방대학교는 세계적인 튀르크학연구기관으로 명성과 위치를 차지하고 있다. 1828년과 1829년에 아랍어, 페르시아어, 타타르어, 터키어와 튀르크어 과정이 동양학과 정규과정으로 개설되었다.
터키어와 튀르크어 및 타타르어 학과장은 1826년부터 카잔 대학교에서 근무한 Mirza Muhammet Ali Kazem-Bek 교수(1802-1870)였다. 그러나 19세기 말기 터키어를 포함한 카잔 대학내 튀르크어와 학문 교육이 중단되었다. 튀르크 지역 언어의 교육과 연구는 1894-1894년에야 다시 부활했으며, 저명한 튀르크학자인 카타노프(1862-1922)를 중심으로 러시아의 튀르크학 중심지로 급부상했다.
20세기 중반 이후에도 카잔대학교의 튀르크학의 부활을 위한 시도는 계속되었다. 그 시기의 대표적인 튀르크학자로는 Mirza Ismailovich Mahmutov와 Mustafa Nugmanovich Nugmanov가 있다. 1989년에는 타타르어 문헌학 학부를 기반으로 역사 및 동양어학 동양어학과가 신설되었고, 투르크어 문헌학 전문가인 과학자 Dilyara Garifovna Tumasheva(1926-2006)가 초대 학장이 되었다.
21세기 초에 카잔 주립 대학은 학과 개편을 통해 튀르크학 발전을 위한 개편을한다. 2000년에 동양학 연구소가 설립된 동양 언어학과를 중심으로 중국, 아랍 국가 및 터키와 튀르크지역 전문가 양성을 시작했다. 2002년에 타타르어/ 타타르학과는 별개로 튀르크학과가 별도 개설되었고, 2011년에 튀르크지역의 문헌학과로 명칭이 변경되었다. 현재는 세부전공으로 튀르크지역간의 언어와 이문화간 커뮤니케이션을 운영 중이다.
현재 문헌학과 커뮤니케이션 단과대학에서는 타타르학을 포함한 튀르크지역을 다루고, 국제관계대학을 중심으로는 터키와 튀르크 지역간의 지역학 중심의 학문을 다루고 있다. 그러나 기본적으로는 양 단과대학간 학문적인 협업 관계를 통해 터키, 타타르, 튀르크지역의 언어학에 대한 교육 전문가를 성공적으로 양성하고 있기때문에 단과 대학 단위로 개별적인 연구 진행과 수업을 진행하지는 않는다. 포괄적으로는 동양학자, 국제문제전문가 및 국제지역전문가 양성을 목표로 교육을 수행하고 있다. 튀르크학 및 연구자의 역량 확대를 위해 튀르크지역 언어 뿐만아니라 오스만 튀르크어, 몽골어 및 튀르크 민족의 역사에 대한 특별 과정을 점차적으로 확대 도입하고 있다.

## 같이 보기
- 러시아의 교육